# Districtul Kassel
Kassel este un district rural (Landkreis) din landul Hessa, Germania. Are capitala în orașul Kassel.
1. 1 2 3  GeoNames